# غيرهارد هيرتسبيرغ
غيرهارد هيرتسبيرغ (بالألمانية: Gerhard Herzberg)‏ هو فيزيائي وعالم فيزياء كيميائية كندي من أصل ألماني ولد في هامبورغ في 25 ديسمبر 1904 وتوفي في 3 مارس 1999 وتحصل على جائزة نوبل في الكيمياء لعام 1971. تمحور عمله الأساسي حول المطيافية الذرية والجزيئية حيث طوّع هذه التقنية في دراسة وتحديد بنية الجزيئات ثنائية ومتعددة الذرات بالإضافة إلى الجذور الحرة التي تصعب دراستها بطرق أخرى. كما نشر أبحاثاً في التحليل الكيميائي لأجسام وجسيمات فلكية وسمي كويكب (3316) هرتزبرغ تقديراً لعمله.

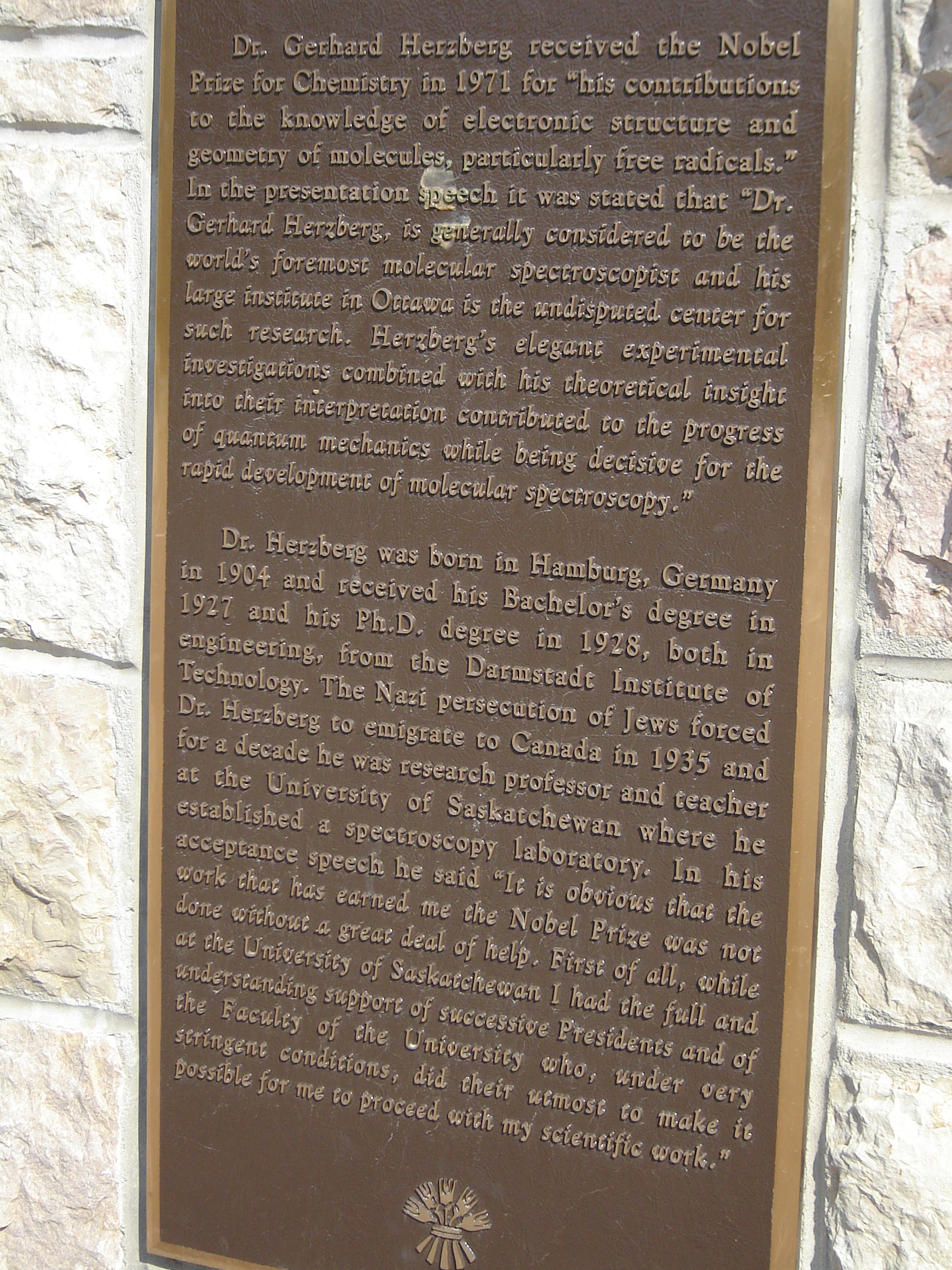
درع تذكاري في مبنى الكلية ، جامعة ساسكاتشوان

ولد وتلقى دراسته الأساسية في هامبورغ وتخرج بدكتوراه في الهندسة من معهد دارمشتات للتكنولوجيا عام 1928 وعمل في جوتينجن وبرستول قبل أن يعود إلى دارمشتات ويعمل كبروفسور مساعد هناك بين عامي 1930-1935. في عام 1935 ألغت وزارة التربية والتعليم العالي ترخيص تدريس زوجته، الفيزيائية لويزا أوتينجر، بسبب أصولها اليهودية. ولم يجدد عقده في دارمشتات، فكان منه أن هاجر إلى كندا حيث التحق بجامعة ساسكاتشوان في ساسكاتون كبروفسور دائم للأبحاث في الفيزياء.

## روابط خارجية
- غيرهارد هيرتسبيرغ على موقع الموسوعة البريطانية (الإنجليزية)
- غيرهارد هيرتسبيرغ على موقع مونزينجر (الألمانية)
- غيرهارد هيرتسبيرغ على موقع إن إن دي بي (الإنجليزية)